# Tovariella
Tovariella is een monotypisch geslacht van schimmels uit de orde Helotiales.  Het bevat alleen Tovariella pittieriana.